# Шпорн, Йон
Йон Шпорн (словен. Jon Šporn; 22 мая 1997, Целе) — словенский футболист, полузащитник одесского «Черноморца».

## Биография
В июле 2023 стал игроком одесского «Черноморца». В матче Премьер-лиги в составе «моряков» дебютировал 30 июля 2023 в игре против черкасского ЛНЗ (0:2). В этом же матче забил и дебютный гол.